# Brachyorrhos gastrotaenius
Brachyorrhos gastrotaenius (буруйська короткоголова змія) — вид змій родини гомалопсових (Homalopsidae). Ендемік Індонезії.

## Поширення і екологія
Буруйські короткоголові змії є ендеміками острова Буру в архіпелазі Молуккських островів.